# أرماند
أرماند (بالهولندية: Armand)‏ هو مغني وكاتب ومغن مؤلف وكاتب أغاني هولندي، ولد في 10 أبريل 1946، وتوفي في 19 نوفمبر 2015 بسبب ذات الرئة.

## وصلات خارجية
- الموقع الرسمي
- أرماند على موقع ميوزك برينز (الإنجليزية)
- أرماند على موقع ديسكوغز (الإنجليزية)